# Бекан (Северная Осетия)
Бека́н (осет. Бехъан) — посёлок в Ардонском районе Республики Северная Осетия — Алания.
Входит в состав муниципального образования «Ардонское городское поселение».

## География
Посёлок расположен в 9 км к северу от районного центра Ардон и в 45 км к северо-западу от Владикавказа, на левом берегу Терека, напротив впадения в него реки Камбилеевка.
Севернее посёлка проходит федеральная автодорога «Кавказ». В 2 км к востоку от посёлка расположена железнодорожная станция Дарг-Кох. В посёлке одна улица — Беканская.

## Население
| 2017 | 2018 | 2019 | 2020 | 2021 | 2023 | 2024 |
| ---- | ---- | ---- | ---- | ---- | ---- | ---- |
| 185  | →185 | ↗188 | ↘187 | ↘172 | ↗178 | ↘170 |
| 2025 |      |      |      |      |      |      |
| ↗174 |      |      |      |      |      |      |

## Инфраструктура
Социальная инфраструктура в посёлке фактически не развита. Дети посёлка Бекан учатся в средней школе соседнего села Карджин, куда их довозит школьный автобус. В 2004 году посёлок был полностью газифицирован.
Также у западной окраины села находится электростанция «Бекан ГЭС».

## Достопримечательности
- К югу от села расположен заповедник «Бекан», база отдыха и ООТП республики — озеро Бекан, образовавшееся при строительстве Беканской ГЭС, спровоцировавшая выход множества родников на земную поверхность. По данным Управления природных ресурсов и охраны окружающей среды МПР РФ по РСО — Алания за 2004 год, озеро Бекан питают почти 300 родников, а его площадь составляет около 65 га[14].
- Памятник И. В. Сталину.